# Apanteles changhingensis
Apanteles changhingensis är en stekelart som beskrevs av Chu 1937. Apanteles changhingensis ingår i släktet Apanteles och familjen bracksteklar. Inga underarter finns listade i Catalogue of Life.